# Macrocarpaea gattaca
Macrocarpaea gattaca är en gentianaväxtart som beskrevs av Jason Randall Grant. Macrocarpaea gattaca ingår i släktet Macrocarpaea och familjen gentianaväxter. Inga underarter finns listade i Catalogue of Life.